# Том и Џери (филм из 2021)
Том и Џери (енгл. Tom & Jerry) је амерички играни/рачунарски-анимирани хумористички филм базиран на истоименим ликовима твораца Вилијама Хане и Џозефа Барбере, који продуцира Warner Animation Group и дистрибуира Warner Bros. Pictures. Филм је режирао и продуцирао као извршни Тим Стори и написао Кевин Костело. Игране улоге су Клои Грејс Морец, Мајкл Пења, Колин Џост, Роб Делани и Кен Џонг, док гласове насловним ликовима позајмљују Хана, Мел Бланк и Џун Фореј, преко архивских снимака, заједно са Френком Велкером. Филм прати Џерија који се настанио у отменом хотелу у Њујорку с Томом ангажованим да га спречи да упропасти важно венчање, све док разлике не морају да оставе по страни како би се суочили са особљем које против њих двоје.
Првобитно замишљен као играни/рачунарско-анимирани филм 2009. године, филм је нестао у развојном паклу, с плановима који су се на крају пребацили на продукцију потпуно анимираног филма, у истом духу као и оригиналне позоришне кратке филмове, 2015. Филм је поново постао хибрид играно/анимираног филма, користећи кратке филмове као инспирацију, 2018. године, а снимање почиње 2019. године.
Филм Том и Џери је биоскопски објављен 26. фебруара 2021. у Сједињеним Државама са дистрбуцијом коју ради Warner Bros. Pictures, са једномесечним истовременим објављивањем на стриминг услузи HBO Max. Филм је биоскопски објављен 18. фебруар 2021. у Србији, синхронизован на српски. Синхронизацију је радио студио Bassivity Digital. Гласове у синхронизацији позајмљују Јелена Ракочевић, Борис Миливојевић, Марко Марковић, Урош Јовчић, Бојан Перић и Јелена Јовичић.

## Радња
Тома избацују власници и остаје без места за боравак заједно са својим дугогодишњим ривалом Џеријем, који је такође остао без извора хране. Сада бескућници, двојац мачаке и миша остаје лутати улицама и одлучују да позову примирје на своје ривалство, а затим крену на своје начине да започну нови живот. Они касније укрштају стазе на Менхетну, где се Џери настанио у највећем, изврсном и најбољем хотелу Ројал гејт у граду, узрокујући свакакве невоље док се особље припрема за „венчање века” између Бена (Колин Џост) и Прите (Палави Шардс). Кајла (Клои Грејс Морец), млада, новозапослена службеница, задужена је од менаџера хотела, господина Даброса (Роб Делани), за планирање догађаја и решавање Џерија. Кајла унајмљује Тома да ухвати Џерија, поново успостављајући њихову бескрајну борбу. Међутим, хаос се развија када битка мачке и миша прети уништењем Кајлине каријере, венчања, а можда и самог хотела, јер хајка изазива раширени хаос. Али ускоро се појављује још већи проблем јер ће њих троје можда морати да оставе по страни по страни када разоткрију ђаволску заверу која укључује заменика директора хотела, Теренса (Мајкл Пена).

## Улоге
| Глумац           | Улога     |
| ---------------- | --------- |
| Клои Грејс Морец | Кајла     |
| Мајкл Пења       | Теренс    |
| Колин Џост       | Бен       |
| Роб Делани       | г. Даброс |
| Кен Џонг         | Џеки      |
| Палави Шарда     | Прита     |
| Џордан Болгер    | Камерон   |
| Петси Феран      | Дороти    |
| Кристина Чонг    | Лола      |
| Аџеј Чабра       | г. Мехта  |